# Гасанов Руфат Рауфович
Руфат Рауфович Гасанов (азерб. Rüfət Rauf oğlu Həsənov; 24 квітня 1987, Баку, Азербайджан) — азербайджанський кінорежисер.

## Життєпис
Народився 24 квітня 1987 року в Баку.
Провчившись два роки в Бакинському державному університеті, на факультеті сходознавства, зрозумів, що хоче чогось іншого. 2009 року закінчив Бейтс-коледж в Льюїстоні (США), де, крім інших, прослухав курс лекцій відомого художника Вільяма Поупа Ел з історії театру і риторики. Працював на нью-йоркському інтернет-телеканалі Vbs.tv, де креативним директором в той момент служив Спайк Джонз.
2010 році, повернувшись із США, взяв участь у роботі другої Міжнародної літньої кіношколи ВДІКу, в рамках якої зняв документальний фільм «O, Sortie!» про історію знаменитого ростовського туалету на Газетному. Цей фільм отримав Спеціальний Приз професійного журі кіношколи.
2012 року закінчив Вищі курси сценаристів і режисерів (майстерня Володимира Фокіна). Працював на телеканалі «Дождь» режисером промо.
2013 року дебютний повнометражний художній фільм Руфата Гасанова «Хамелеон (фільм, 2013)», знятий у співавторстві з Ельвіном Адигозелом, увійшов до паралельної конкурсної програми «Режисери сучасності» Локарнського міжнародного фестивалю.
Заявка другого повнометражного фільму Руфата Гасанова «На північ» увійшла в число 18 повнометражних ігрових проектів, відібраних зі 150 заявок на участь у міжнародному Московському форумі копродукції — 2013.

## Фільмографія
- 2014 — «Печаль моя світла». Короткометр. худ. фільм, режисер.[10]
- 2013 — «Хамелеон» / «Chameleon». Повнометр. худ. фільм, режисер (разом з Е. Адигозелом).[6][11][12]
- 2013 — «Інтимні місця». Режисер монтажу.[13][14]
- 2010 — «O, Sortie!». Док. фільм, режисер.[15][16][17]
- 2010 — «Force Majeure». Короткометр. худ. фільм, режисер.
- 2006 — «Small Cup» (William Pope.L). Експерим. фільм, асистент продюсера.